# Koninklijke Commissie voor Geschiedenis
De Koninklijke Commissie voor Geschiedenis (KCG), in het Frans Commission royale d'Histoire (CRH), is een Belgische commissie voor geschiedenis. 
De commissie is gevestigd in het Paleis der Academiën in de Hertogstraat 1 te Brussel.

## Historiek
De commissie werd opgericht bij Koninklijk Besluit van 22 juli 1834 op initiatief van Charles Rogier onder de noemer Commissie ingesteld met als doel het opsporen en publiceren van onuitgegeven Belgische kronieken. De eerste voorzitter werd Etienne de Gerlache en secretaris Frédéric de Reiffenberg. De functie van schatbewaarder werd toevertrouwd aan Louis-Prosper Gachard.

## Publicaties
De Commissie publiceert onder meer monografieën en Handelingen.
De monografieën, sedert 1840 meer dan 370 titels, betreffen enkele naslagwerken, maar meestal wetenschappelijke uitgaven van Belgische of buitenlandse archiefbronnen, vanaf de vroege middeleeuwen tot het einde van de twintigste eeuw. Enkele van die monografieën zijn via de website te raadplegen.
Van de Handelingen is de volledige collectie gratis online raadpleegbaar. Elke jaargang bevat meerdere artikelen. Zo behandelt een in 1867 verschenen bijdrage over de "Privileges van de lakenwevers van de stad Ath" de precieze normen voor de productie van de lakenwevers van de stad Aat, in 1461 uitgevaardigd door Filips de Goede.

## Voorzitters
- 1834-1871: Etienne de Gerlache
- 1871-1891: Joseph Kervyn de Lettenhove
- 1891-1912: Stanislas Bormans
- 1913-1922: Napoléon de Pauw
- 1922-1932: Ursmer Berlière
- 1933-1947: Edouard Poncelet
- 1947-1972: Charles Terlinden
- 1972-1980: Félix Rousseau
- 1980-1984: Adriaan Verhulst
- 1984-1986: Maurice-Aurélien Arnould
- 1987-1989: Jan Buntinx
- 1990-1993: Jean-Jacques Hoebanx
- 1993-1996: Jan Craeybeckx
- 1996-1999: André Goosse
- 1999-2002: Raoul van Caenegem
- 2002-2004: Jean-Louis Kupper
- 2005-2007: Ludo Milis
- 2008-2010: Jean-Marie Duvosquel
- 2011-2013: Gustaaf Janssens
- 2014-2016: Claude Bruneel
- 2016-2018: Thérèse De Hemptinne
- 2019-2021: Claude de Moreau de Gerbehaye
- 2022-2024: Karel Velle